# Луа, Эмили
Эмили Луа́ (фр. Émilie Loit; род. 9 июня 1979, Шербур) — французская профессиональная теннисистка. Победительница 19 турниров WTA в одиночном и парном разрядах, обладательница Кубка Федерации 2003 года в составе сборной Франции.

## Игровая карьера
Первые матчи в турнирах ITF Эмили Луа провела в 1994 году. В ноябре 1995 года, в 16 лет, впервые пробилась в финал турнира-«десятитысячника» в Гавре, победив по пути трёх посеянных соперниц, а в январе 1997 года в Динане (Франция) выиграла свой первый турнир ITF. До конца года она завоевала ещё один титул этого же уровня, а также дебютировала в основной сетке Открытого чемпионата Франции, проиграв, однако, уже в первом круге.
В 1998 году Луа впервые вошла в число ста сильнейших теннисисток мира. Этого результата она достигла в ноябре, после успешных выступлений в двух крупных турнирах ITF. За сезон она завоевала один титул ITF в одиночном разряде (снова в Динане) и один в парном (в Лиссабоне с Каролин Денен); на Открытом чемпионате Франции Денен и Луа дошли до третьего круга, победив в стартовом матче посеянных шестыми Лизу Реймонд и Ренне Стаббс, а в одиночном разряде Эмили выбыла из борьбы во втором круге, проиграв третьей ракетке мира Яне Новотной. В начале следующего года в Хобарте (Австралия) Луа вышла в свой первый финал турнира WTA в парном разряде, а в конце сезона выиграла турнир WTA в Паттайе; в совокупности с двумя победами в турнирах ITF это позволило ей закончить год в непосредственной близости от Top-50 рейтинга WTA в парном разряде. В одиночном разряде её лучшим достижением стал выход в четвёртый круг Открытого чемпионата Австралии после победы над десятой ракеткой мира Кончитой Мартинес. В следующие три года Луа выигрывала по одному турниру WTA в парах и ещё дважды уступила в финалах, уверенно сохраняя место в середине первой сотни сильнейших теннисисток в парном разряде. В одиночном разряде в 2001 и 2002 годах она также заканчивала сезон в первой сотне за счёт успешной игры в женском туре ITF, хотя выше полуфинала в турнирах WTA не пробивалась. В 2002 году она впервые была приглашена в сборную Франции на матч Кубка Федерации.
Прорыв в карьере Луа наступил в 2003 году. За год она выиграла три турнира WTA в парном разряде с тремя разными партнёршами (в том числе турнир II категории в Шанхае с Николь Пратт) и столько же раз проигрывала в финалах. На Открытом чемпионате Франции Луа дошла с Натали Деши до четвертьфинала, переиграв посеянных седьмыми Патрицию Вартуш и Петру Мандулу. В мае 2003 года Луа впервые вошла в Top-50 женского парного рейтинга, а после победы в Шанхае поднялась на высшую в карьере 15-ю строчку в рейтинге. В одиночном разряде она по-прежнему не поднималась выше полуфинала, но большая стабильность в результатах позволила ей закончить год на 41-м месте в рейтинге. Среди соперниц, побеждённых ей в этом сезоне, были восьмая ракетка мира Чанда Рубин и занимавшая 13-е место в рейтинге Елена Дементьева. Луа завершила сезон завоеванием Кубка Федерации в составе сборной Франции, которой принесла два очка в пяти играх (ни одна из которых уже не имела решающего значения).
За 2004 год Луа выиграла два турнира WTA в одиночном разряде — турнир в Касабланке, где была посеяна первой, и Открытый чемпионат Эшторила в Португалии, где была посеяна третьей. В середине апреля она достигла высшего в одиночной карьере 27-го места в рейтинге, до конца года сохранив позицию в Top-50. В парном разряде она выиграла один турнир, а также дошла до четвертьфинала на Уимблдоне, где её партнёршей была Марион Бартоли. Французская пара обыграла посеянных седьмыми Кончиту Мартинес и Жанетту Гусарову, но затем её остановила третья пара турнира Мартина Навратилова-Лиза Реймонд. Во второй половине сезона Луа почти не выступала в парах, но тем не менее закончила его на 31-м месте в парном рейтинге WTA. В конце сезона она во второй раз подряд представляла Францию в финале Кубка Федерации, где её команда встречалась с россиянками. На этот раз игра пар с участием Луа и Бартоли была решающей, и в упорной борьбе они уступили Анастасии Мыскиной и Вере Звонарёвой со счётом 6-7(5), 5-7, не сумев отстоять кубок. О накале борьбы говорят такие детали: в первом сете на тай-брейке россиянки отыгрались из счёта 3-0, во втором же француженки сравняли счёт, проигрывая 3-5, но тут же отдали два гейма, проиграв и сет, и весь матч.
2005 год стал для Луа рекордным по количеству титулов — она выиграла шесть турниров WTA невысоких категорий в парном разряде. В трёх из шести финалов её партнёршей была словенка Катарина Среботник, а с Николь Пратт Эмили выиграла один турнир и дошла до четвертьфинала Открытого чемпионата Франции, где их остановили будущие чемпионки — посеянные первыми Паола Суарес и Вирхиния Руано Паскуаль. Сезон она закончила на 29-м месте в парном рейтинге. В одиночном разряде ей не удалось развить прошлогодний успех: она дважды оступалась в полуфиналах турниров WTA и смогла завоевать лишь один титул в турнире ITF. В 2006 году в парном разряде Луа пять раз играла в финалах турниров WTA (в том числе четырежды за январь и февраль) и выиграла два из них, включая турнир II категории в Париже, где они с Кветой Пешке победили в финале одну из сильнейших пар мира — Кару Блэк и Ренне Стаббс. Свой последний титул в турнирах WTA Луа завоевала в 2007 году в одиночном разряде, выиграв турнир III категории в Акапулько после побед над тремя сеяными соперницами. Она объявила о завершении игровой карьеры после поражения от Тимеи Бачински в первом круге Открытого чемпионата Франции 2009 года.
После окончания игровой карьеры Эмили Луа работает консультантом на канале Eurosport, с сентября 2012 года также посещая школу журналистики в Париже. Летом 2011 года у неё родился сын.

## Положение в рейтинге в конце сезона
| Разряд    | 1995 | 1996 | 1997 | 1998 | 1999 | 2000 | 2001 | 2002 | 2003 | 2004 | 2005 | 2006 | 2007 | 2008 |
| --------- | ---- | ---- | ---- | ---- | ---- | ---- | ---- | ---- | ---- | ---- | ---- | ---- | ---- | ---- |
| Одиночный | 987  | 596  | 281  | 98   | 98   | 102  | 94   | 58   | 41   | 45   | 81   | 58   | 45   | 138  |
| Парный    | -    | -    | 213  | 69   | 51   | 57   | 60   | 67   | 15   | 31   | 29   | 49   | 42   | 134  |

## Выступления на турнирах

### Финалы турнировWTAв одиночном разряде (3)

#### Победы (3)
| Легенда:                    |
| --------------------------- |
| Турниры Большого Шлема (0)  |
| Олимпиада (0)               |
| Итоговый чемпионат года (0) |
| 1-я категория (0)           |
| 2-я категория (0+3)         |
| 3-я категория (1+2)         |
| 4-я категория (1+8)         |
| 5-я категория (1+3)         |

| Титулы по покрытиям | Титулы по месту проведения матчей турнира |
| ------------------- | ----------------------------------------- |
| Хард (0+8)          | Зал (0+3)                                 |
| Грунт (3+6)         | Зал (0+3)                                 |
| Трава (0)           | Открытый воздух (3+13)                    |
| Ковёр (0+2)         | Открытый воздух (3+13)                    |

| №  | Дата           | Турнир              | Покрытие | Соперник в финале | Счёт       |
| 1. | 11 апреля 2004 | Касабланка, Марокко | Грунт    | Людмила Черванова | 6-2 6-2    |
| 2. | 18 апреля 2004 | Оэйраш, Португалия  | Грунт    | Ивета Бенешова    | 7-5 7-6(1) |
| 3. | 3 марта 2007   | Акапулько, Мексика  | Грунт    | Флавия Пеннетта   | 7-6(0) 6-4 |

### Финалы турнировITFв одиночном разряде (12)

#### Победы (7)
| Легенда:         |
| ---------------- |
| 100.000 USD (0)  |
| 75.000 USD (1+2) |
| 50.000 USD (3+3) |
| 25.000 USD (0)   |
| 10.000 USD (3)   |

| Титулы по покрытиям | Титулы по месту проведения матчей турнира |
| ------------------- | ----------------------------------------- |
| Хард (1+1)          | Зал (4+2)                                 |
| Грунт (6+4)         | Зал (4+2)                                 |
| Трава (0)           | Открытый воздух (3+3)                     |
| Ковёр (0)           | Открытый воздух (3+3)                     |

| №  | Дата             | Турнир                | Покрытие | Соперник в финале | Счёт        |
| 1. | 2 февраля 1997   | Динан, Франция        | Грунт(i) | Эммануэль Куруше  | 6-2 7-6(4)  |
| 2. | 11 мая 1997      | Желос, Франция        | Грунт    | Каролина Яженьяк  | 6-4 6-2     |
| 3. | 1 февраля 1998   | Динан, Франция        | Грунт(i) | Элоди ле Бескон   | 6-1 6-1     |
| 4. | 17 сентября 2000 | Бордо, Франция        | Грунт    | Любомира Бачева   | 7-5 6-2     |
| 5. | 9 апреля 2002    | Динан, Франция        | Грунт(i) | Зузана Ондрашкова | 6-2 7-5     |
| 6. | 5 мая 2002       | Кань-сюр-Мер, Франция | Грунт    | Алёна Вашкова     | 7-5 3-6 6-4 |
| 7. | 16 октября 2005  | Жуэ-ле-Тур, Франция   | Хард(i)  | Елена Костанич    | 6-2 6-1     |

#### Поражения (5)
| №  | Дата             | Турнир               | Покрытие | Соперник в финале         | Счёт        |
| 1. | 20 ноября 1995   | Гавр, Франция        | Грунт(i) | Селима Сфар               | 6-0 3-6 4-6 |
| 2. | 13 октября 1996  | Сен-Рафаэль, Франция | Хард(i)  | Зузи Фортун Лорманн       | 7-5 2-6 0-6 |
| 3. | 14 октября 2001  | Пуатье, Франция      | Хард(i)  | Петра Мандула             | 5-7 6-2 1-6 |
| 4. | 16 июня 2002     | Марсель, Франция     | Грунт    | Кончита Мартинес Гранадос | 2-6 6-3 5-7 |
| 5. | 19 сентября 2004 | Бордо, Франция       | Грунт    | Виржини Раззано           | 5-7 6-2 2-6 |

### Финалы турнировWTAв парном разряде (26)

#### Победы (16)
| №   | Дата             | Турнир                | Покрытие | Партнёр             | Соперницы в финале                          | Счёт           |
| 1.  | 21 ноября 1999   | Паттайя, Таиланд      | Хард     | Оса Карлссон        | Патриция Вартуш Евгения Куликовская         | 6-1 6-4        |
| 2.  | 16 января 2000   | Хобарт, Австралия     | Хард     | Рита Гранде         | Ким Клейстерс Алисия Молик                  | 6-2 2-6 6-3    |
| 3.  | 18 февраля 2001  | Ницца, Франция        | Ковёр(i) | Анн-Гаэль Сидо      | Кимберли По Натали Тозья                    | 1-6 6-2 6-0    |
| 4.  | 21 апреля 2002   | Будапешт, Венгрия     | Грунт    | Кэтрин Барклай      | Елена Бовина Жофия Губачи                   | 4-6 6-3 6-3    |
| 5.  | 11 января 2003   | Канберра, Австралия   | Хард     | Татьяна Гарбин      | Дая Беданова Динара Сафина                  | 6-3 3-6 6-4    |
| 6.  | 2 марта 2003     | Акапулько, Мексика    | Грунт    | Оса Свенссон        | Патриция Вартуш Петра Мандула               | 6-3 6-1        |
| 7.  | 21 сентября 2003 | Шанхай, Китай         | Хард     | Николь Пратт        | Ай Сугияма Тамарин Танасугарн               | 6-3 6-3        |
| 8.  | 11 апреля 2004   | Касабланка, Марокко   | Грунт    | Марион Бартоли      | Элс Калленс Катарина Среботник              | 6-4 6-2        |
| 9.  | 8 мая 2005       | Рабат, Марокко (2)    | Грунт    | Барбора Стрыцова    | Лурдес Домингес Лино Нурия Льягостера Вивес | 3-6 7-6(5) 7-5 |
| 10. | 15 мая 2005      | Прага, Чехия          | Грунт    | Николь Пратт        | Елена Костанич Барбора Стрыцова             | 6-7(6) 6-4 6-4 |
| 11. | 31 июля 2005     | Будапешт, Венгрия (2) | Грунт    | Катарина Среботник  | Лурдес Домингес Лино Марта Марреро          | 6-1 3-6 6-2    |
| 12. | 14 августа 2005  | Стокгольм, Швеция     | Хард     | Катарина Среботник  | Ева Бирнерова Мара Сантанджело              | 6-4 6-3        |
| 13. | 9 октября 2005   | Ташкент, Узбекистан   | Хард     | Мария Елена Камерин | Галина Воскобоева Анастасия Родионова       | 6-3 6-0        |
| 14. | 30 октября 2005  | Хасселт, Бельгия      | Хард(i)  | Катарина Среботник  | Михаэлла Крайчек Агнеш Савай                | 6-3 6-4        |
| 15. | 13 января 2006   | Хобарт, Австралия (2) | Хард     | Николь Пратт        | Елена Костанич Джилл Крайбас                | 6-2 6-1        |
| 16. | 12 февраля 2006  | Париж, Франция        | Ковёр(i) | Квета Пешке         | Кара Блэк Ренне Стаббс                      | 7-6(5) 6-4     |

#### Поражения (10)
| №   | Дата             | Турнир                 | Покрытие | Партнёр            | Соперницы в финале                         | Счёт        |
| 1.  | 17 января 1999   | Хобарт, Австралия      | Хард     | Алексия Дешом      | Мариан де Свардт Елена Татаркова           | 1-6 2-6     |
| 2.  | 13 февраля 2000  | Париж, Франция         | Ковёр(i) | Оса Карлссон       | Жюли Алар-Декюжи Сандрин Тестю             | 6-3 3-6 4-6 |
| 3.  | 15 сентября 2002 | Баия, Бразилия         | Хард     | Росана де лос Риос | Вирхиния Руано Паскуаль Паола Суарес       | 4-6 1-6     |
| 4.  | 5 января 2003    | Голд-Кост, Австралия   | Хард     | Натали Деши        | Светлана Кузнецова Мартина Навратилова     | 4-6 4-6     |
| 5.  | 16 февраля 2003  | Антверпен, Бельгия     | Ковёр(i) | Натали Деши        | Ким Клейстерс Ай Сугияма                   | 2-6 0-6     |
| 6.  | 14 сентября 2003 | Бали, Индонезия        | Хард     | Николь Пратт       | Анжелик Виджайя Мария Венто-Кабчи          | 5-7 2-6     |
| 7.  | 7 января 2006    | Окленд, Новая Зеландия | Хард     | Барбора Стрыцова   | Елена Лиховцева Вера Звонарёва             | 3-6 4-6     |
| 8.  | 4 марта 2006     | Акапулько, Мексика     | Грунт    | Синобу Асагоэ      | Анна-Лена Грёнефельд Меганн Шонесси        | 1-6 3-6     |
| 9.  | 24 сентября 2006 | Порторож, Словения     | Хард     | Ева Бирнерова      | Луция Градецкая Рената Ворачова            | Без игры    |
| 10. | 3 марта 2007     | Акапулько, Мексика     | Грунт    | Николь Пратт       | Аранча Парра Сантонха Лурдес Домингес Лино | 3-6 3-6     |

### Финалы турнировITFв парном разряде (11)

#### Победы (5)
| №  | Дата             | Турнир              | Покрытие | Партнёр        | Соперницы в финале                      | Счёт       |
| 1. | 12 апреля 1998   | Эшторил, Португалия | Грунт    | Каролина Денен | Радка Бобкова Каролина Шнайдер          | 6-2 6-3    |
| 2. | 19 сентября 1999 | Бордо, Франция      | Грунт    | Оса Карлссон   | Любомира Бачева Кристина Торренс Валеро | 6-2 7-6(1) |
| 3. | 17 октября 1999  | Пуатье, Франция     | Хард(i)  | Оса Карлссон   | Александра Фусаи Рита Гранде            | 6-2 7-6(5) |
| 4. | 9 сентября 2001  | Денен, Франция      | Грунт    | Ирина Селютина | Дебби Хак Йоланда Менс                  | 6-1 6-3    |
| 5. | 9 апреля 2002    | Динан, Франция      | Грунт(i) | Каролина Денен | Юлия Бейгельзимер Патти ван Акер        | 6-3 6-1    |

#### Поражения (6)
| №  | Дата            | Турнир                      | Покрытие | Партнёр          | Соперницы в финале                  | Счёт        |
| 1. | 2 февраля 1997  | Динан, Франция              | Грунт(i) | Летисия Санчес   | Сесиль де Винн Софи Жоржес          | 5-7 2-6     |
| 2. | 18 октября 1998 | Саутгемптон, Великобритания | Ковёр(i) | Амели Кошето     | Элс Калленс Лоранс Куртуа           | 2-6 2-6     |
| 3. | 25 октября 1998 | Жуэ-ле-Тур, Франция         | Хард(i)  | Амели Кошето     | Ева Мартинцова Ленка Ценкова        | 6-3 4-6 5-7 |
| 4. | 6 декабря 1998  | Сержи-Понтуаз, Франция      | Хард(i)  | Каролина Денен   | Кристи Богерт Анн-Гаэль Сидо        | 5-7 2-6     |
| 5. | 20 августа 2000 | Бронкс, США                 | Хард     | Александра Фусаи | Сурина де Бер Нана Мияги            | 7-5 4-6 4-6 |
| 6. | 3 ноября 2002   | Пуатье, Франция             | Хард(i)  | Каролин Денен    | Любомира Бачева Евгения Куликовская | Без игры    |

### Финалы командных турниров (2)

#### Победы (1)
| №  | Год  | Турнир          | Команда                                             | Соперник в финале                                        | Счёт |
| 1. | 2003 | Кубок Федерации | Франция С. Коэн-Алоро, Э. Луа, А. Моресмо, М. Пьерс | США М. Навратилова, Л. Реймонд, А. Стивенсон, М. Шонесси | 4:1  |

#### Поражения (1)
| №  | Год  | Турнир          | Команда                                         | Соперник в финале                             | Счёт |
| 1. | 2004 | Кубок Федерации | Франция М. Бартоли, Т. Головин, Н. Деши, Э. Луа | Россия В. Звонарёва, С. Кузнецова, А. Мыскина | 2:3  |